# Dicaelotus clypeatus
Dicaelotus clypeatus är en stekelart som först beskrevs av Cresson 1868.  Dicaelotus clypeatus ingår i släktet Dicaelotus och familjen brokparasitsteklar. Inga underarter finns listade i Catalogue of Life.